# Solange (Vorname)
Solange [soˈlɑ̃ʒ] ist ein weiblicher Vorname.

## Herkunft und Bedeutung
Der Name Solange wurde aus dem französischen Sprachraum übernommen. Der Vorname leitet sich von dem lateinischen Adjektiv solemnis für „gefeiert, feierlich, festlich“ ab.
Der Vorname ist überwiegend in französischsprachigen Ländern und Brasilien verbreitet. In Frankreich tragen etwa 64.000 Frauen diesen Namen. Er war besonders in den 1930er Jahren beliebt. Die Variante Solène war besonders um das Jahr 2000 beliebt, während Soline im Jahr 2010 sehr beliebt war.

## Varianten
- Sol(l)emnia
- französisch: Solène, Soline, Solyane, Solyne, Silana

## Namenstag
Als Namenstag wird der 10. Mai gefeiert, da dies der Gedenktag für die katholische Heilige Solange ist.

## Namensträgerinnen

### Solange
- Solange Berry (1932–2018), belgische Sängerin
- Solange Dymenzstein (bekannt als Zazie de Paris), transsexuelle französische Schauspielerin und Sängerin
- Solange Oliveira Farkas (* 1955), brasilianische Kunsthistorikerin
- Solange Fernex (1934–2006), elsässische Politikerin, Pazifistin und Umweltschützerin
- Solange Gemayel (* 1949), libanesische Politikerin und ehemalige First Lady des Libanon
- Solange Ghernaouti (* 1958), Informatikerin, internationale Expertin auf dem Gebiet der Cybersicherheit und Cyberverteidigung
- Solange Knowles (* 1986), US-amerikanische Schauspielerin, Sängerin, Songschreiberin und Musikproduzentin
- Solange Olszewska (* 1951), polnische Geschäftsfrau und Großunternehmerin, 2008–2015 Vorstandsvorsitzende der Solaris Bus & Coach S.A.
- Solange Pereira (* 1989), portugiesisch-spanische Leichtathletin (Mittelstreckenlauf)
- Solange Pierre (1963–2011, bekannt als Sonia Pierre), dominikanische Frauenrechtlerin und Menschenrechtsaktivistin
- Solange Witteveen (* 1976), argentinische Hochspringerin

### Solène
- Solène Durand (* 1994), französische Fußballspielerin
- Solène Gicquel (* 1994), französische Leichtathletin, die sich auf den Hochsprung spezialisiert hat
- Solène Ndama (* 1998), französische Siebenkämpferin und Hürdenläuferin
- Solène Rigot (* 1992), französische Schauspielerin und Musikerin

## Fiktive Personen
- Solange, eine Figur in der französisch-belgische Komödie Frau zu verschenken (1977), die von Carole Laure verkörpert wurde.
- Solange Chaumette, eine Figur in der französischen Fernsehserie Plus belle la vie, die von Corinne Le Poulain verkörpert wurde.
- Solange Dimitrios, eine Figur in der Verfilmung James Bond 007: Casino Royale, die von Caterina Murino verkörpert wurde.